# Ansonia jeetsukumarani
Ansonia jeetsukumarani är en groddjursart som beskrevs av Wood, Grismer, Ahmad och Senawi 2008. Ansonia jeetsukumarani ingår i släktet Ansonia och familjen paddor. Inga underarter finns listade i Catalogue of Life.
Arten förekommer i bergstrakter på södra Malackahalvön i Malaysia. Den hittades i regioner som ligger 1060 till 1125 meter över havet. Individerna lever vid vattendrag i skogar. De iakttogs på natten sittande på blad eller klippor. Grodynglens utveckling sker i vattnet.
Några delar av utbredningsområdet är skyddad som naturreservat. I andra delar av regionen omvandlas skogen till samhällen eller trafikstråk. I lägre områden som skulle vara lämplig för arten pågår skogsbruk. Artens revir är begränsat och beståndet minskar. IUCN kategoriserar arten globalt som sårbar.